# La Vila (Mura)
La Vila és una obra de Mura (Bages) protegida com a Bé Cultural d'Interès Local.

## Descripció
Casal de planta quadrada, amb construccions adossades de diferent època i jardí tancat. La casa té planta baixa i planta pis per la façana principal, i un semisoterrani per la banda de llevant la coberta és de tres vessants de teula àrab.
La façana principal s'obre a ponent, i té en un costat un portal d'arc rebaixat remarcat amb pedra sorrenca pintada de blanc i porta de fusta. Al centre de l'arc hi ha un relleu molt característic format per una cara en mig relleu flanquejada a banda i banda per dos quadrats en relleu amb una inscripció cada un; a sota d'aquest grup hi ha un escut amb una inscripció i les quatre barres catalanes.
A sobre del portal hi ha un balcó emmarcat, llosana de pedra i barana de ferro. En la resta de la façana, hi han tres finestres verticals en planta baixa, i en la planta pis un balcó corregut i tres balconeres iguals a l'existent sobre del portal. Totes les obertures es troben emmarcades amb pedra sorrenca. El mur és de pedra arrebossat amb calç i pintat de blanc. La façana a migdia també hi han balconeres i una galeria de tres arcs en les dues plantes. La façana de llevant és de pedra vista amb dues balconades i un volum que surt mig en ruïnes on hi havia la comuna.
A la banda nord, adossada a aquesta casa, hi ha les restes de l'antic celler i les tines que ara estan integrades en una construcció rehabilitada. Es conserven dues tines quadrades i una tina circular, totes folrades amb cairons. També l'antic celler que es troba al centre de les dues construccions i que és de volta de canó apuntada. Hi ha restes de murs d'opus spicatum a les parets externes de la banda nord entre les tines i la casa moderna. Probablement tenia trull d'oli, ja que es conserva una mola.
La casa es troba dins la zona del Parc Natural de Sant Llorenç.

## Història
La construcció que es pot veure actualment és molt moderna, de finals del segle xix, aprofitant la ubicació d'un antic mas que es trobaria quasi totalment enrunat. Veiem tres etapes diferenciades: la del primer mas que estaria ubicat en la zona nord, on hi ha els nous apartaments i les tines, probablement dels primers segles medievals, com demostren les restes de murs d'opus spicatum; una segona construcció que probablement es faria adossada a l'antic mas per la banda de migdia, en la que hi ha un celler cobert amb volta de canó lleugerament apuntada que era l'antic celler, i en el que es conserva el forn de pa, espai al que segueix l'antiga casa de planta quadrada que conserva les llindes motllurades en algunes portes. Es tractaria d'una construcció iniciada en època gòtica i ampliada al segles XV i XVI. Probablement, la dovella de la porta principal correspongui a aquest mas. Finalment, a finals del segle xix es va ampliar la casa afegint tot el cos per la banda de ponent i la de migdia, donant la configuració que veiem actualment.
El document més antic que esmenta el primer mas és de l'any 1004, en una venda d'una casa amb cort, terres de conreu, ermes i una roureda al lloc dit la Vila. El 1079 trobem una nova venda d'un alou al mateix lloc. El 1270 un pergamí del Puig de la Balma fa esment d'un establiment a favor de Pere de Villa de tot el mas de la Villa situat al terme de Sant Martí de Muredine. El 1540, Llorenç Vila confirma una sèrie de masos a Rafael de Peguera, senyor del castell de Mura: mas de la Vila, que feia temps posseïa, i Rocapèrdiga, Reixac, Xammar, Casamartina, Oliveres, Muntada, Alsina, derruïts i deshabitats. A la consueta de Mura de 1592 consta que al mas vivien 21 persones, cosa que demostra que es tractaria d'un important centre productiu que també posseïa altres masos. El 1617 hi ha una venda d'una terra que fa Joan Perich a Antoni Joan Vila. La Vila passarà a ser propietat del Puig de la Balma al segle xx. De fet, tot i que la propietat no era del Puig de la Balma, sí que va mantenir una relació històrica per la proximitat; el primer nom d'aquesta darrera casa era mas Espluga de Vila Mancada i els seus ocupants portaven el sobrenom Vila fins al segle xiv, podent ser els de les dues cases descendents dels mateixos.